# Dolicholatirus thesaurus
Dolicholatirus thesaurus is een slakkensoort uit de familie van de Fasciolariidae. De wetenschappelijke naam van de soort is voor het eerst geldig gepubliceerd in 1963 door Garrard.